# 氟硅菊酯
氟硅菊酯（英語：silafluofen）或称硅白灵，是一种氟化有机硅拟除虫菊酯杀虫剂。
氟硅菊酯在农业上用于防治白蚁等土传昆虫，并用作木材防腐剂。它至少自1995年起就在亚洲多国（印度、日本、台湾、越南）注册用于作物，如核果、茶叶和水稻等，但尚未在欧盟等其它国家进行通报或授权。